# ヒゲナガオトシブミ

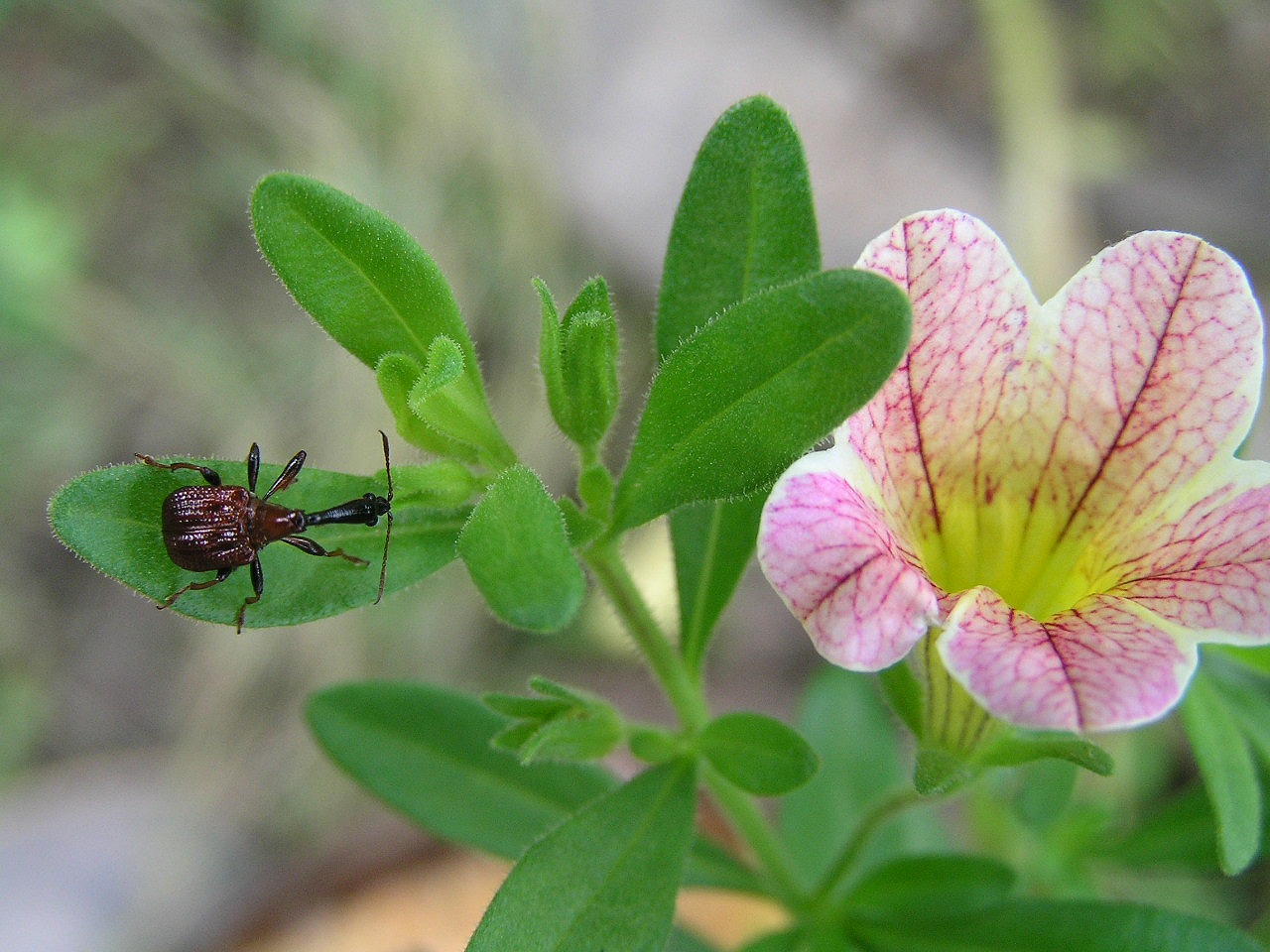
背からみたところ

ヒゲナガオトシブミ (Paratrachelophorus longicornis) は、昆虫綱コウチュウ目オトシブミ科に属する種である。

## 形態
眼から後ろが長いので、細長い首を持っているように見える。
赤褐色～暗赤褐色で光沢がある。オスはメスに比べ頭部が非常に細長く、触角も長い。上翅には条溝が走っている。5月～7月頃によく見られる。
似た種に、エゴツルクビオトシブミ、アカクビオトシブミがいる。
体長は、オスが8-12mm、メスが7-10mmになる。

## 生態
オトシブミは木の葉で卵を包んで揺籃（落とし文）を作るが、使う葉は種によって違いがある。、ヒゲナガオトシブミはコブシを好んで使う。

## 分布
北海道、本州、四国、九州